# Tinea semifulvelloides
Tinea semifulvelloides är en fjärilsart som beskrevs av Petersen 1973. Tinea semifulvelloides ingår i släktet Tinea och familjen äkta malar.
Artens utbredningsområde är Afghanistan. Inga underarter finns listade i Catalogue of Life.